# Pepin (imię)
Pepin – imię męskie pochodzenia germańskiego (Pippin), stanowiące wyższy stopień czasownika pip– // bib– („drżeć", „trzepotać się”), być może oznaczające „inspirujący”. W Polsce forma Pipinus została po raz pierwszy zapisana ok. 1265 roku, jednak jest ona wiązana z imieniem Józef. 
Pepin imieniny obchodzi 21 lutego, w dzień wspomnienia św. Pepina z Landen.
Odpowiedniki w innych językach:
- łacina – Pipinus, Pippinus
- język czeski – Pipin
- język duński – Pipin
- język fiński – Pipin
- język francuski – Pépin
- język hiszpański – Pipino
- język litewski – Pepinas, Pipinas
- język niderlandzki – Pepijn, Pippijn
- język niemiecki – Pipin, Pippin
- język szwedzki – Pipin, Pippin
- język węgierski – Pippin
- język włoski – Pipino[6]

Znane osoby noszące imię Pepin:
- Pepin z Landen zwany również Pepinem Starszym (580–640) – majordom Austrazji za czasów Merowingów, święty katolicki
- Pepin z Heristalu znany też jako Pepin Średni, Pepin II, Pepin Gruby (635/640–714) – majordom Austrazji, Neustrii i Burgundii na dworze Merowingów w latach 680-714
- Pepin Mały (715–768) – król Franków od roku 751
- Pepin I (797–838) – od 817 król Akwitanii
- Pepin II (823 – po 864) – od 838 król Akwitanii
- Pepin Garbaty (przed 770 – 811) – najstarszy syn Karola Wielkiego
- Pepin Longobardzki (777–810) – od 781 król Longobardów
- Pepin de Péronne (zm. 840) – senior Péronne i Saint-Quentin

Postaci fikcyjne o imieniu Pepin:
- Peregrin Tuk, w młodości nazywany Pippinem – postać ze stworzonej przez J.R.R. Tolkiena mitologii Śródziemia, hobbit